# Рітхала
Рітхала (англ. Rithala) — виборчий округ у Делі, розташований на території Північно-Західного округу. Селище під назвою Сумал-Ґотра було засноване на цьому місці ще в 14 столітті раджпутами клану Томар. Починаючи з 1980-тих років Адміністрація розвитку Делі почала будівництво на цьому місці нового міського району. У 2004 році район був зв'язаний з центром міста лінією метро.